# Víctor Tortora
Víctor Tortora, talvolta italianizzato in Vittorio, (Montevideo, 27 giugno 1914 – Venezia, 24 aprile 1996) è stato un calciatore e allenatore di calcio uruguaiano naturalizzato italiano, di ruolo mediano.

## Carriera
Ha esordito in Serie A con la maglia del Venezia il 17 settembre 1939 in Liguria-Venezia (0-0).

## Palmarès

### Giocatore
- Coppa Italia: 1

Venezia: 1940-1941